# پادشاهی سوئبی
پادشاهی سوئبی (انگلیسی: Kingdom of the Suebi) یک پادشاهی سابق در اروپا که هم‌اکنون بخشی از کشور اسپانیا محسوب می‌شود